# Валпово
Валпово је градић у Републици Хрватској, у Осјечко-барањској жупанији. Према резултатима пописа из 2011. у граду је живело 11.563 становника, а у самом насељу је живело 7.406 становника.

## Географија
Валпово се налази на надморској висини од 91 m.

## Историја
Стефан Штиљановић је био каштелан Врховачког града код Пожеге. Од Фердинанда је био добио имања у вировитичкој жупанији (1527.), као и град Валпово где је владао (био је префект тог утврђеног града у Славонији).
Турци су 1521. године опустошили Валпово. Када је у пролеће 1843. године турски султан поново кренуо на Угарску, у први мах је освојио Валпово.
У Валпову је имао посед половином 19. века Барон Прандау (Брандау). Путописац и књижевник Јоаким Вујић (са пратиоцем) је приликом путовања по српским крајевима стигао око 1820. године у Валпово. Проценио је да ту у лепом месту на реци Драви, има око 500 домова са 6.000 становника. Посетили су врло лепо уређен "стари град" близу Валпова, који је припадао Барону Брандау. Уживали су три дана гостопримство Бароново. За то време решавала се судбина имања Бароновог "Инкеје", при чему је решено да Брандау плаћа за њега сваке године 10.000 ф., док се не намири износ од 100.000 ф. Валповски град у којем је живео Барон је у периоду између два светска рата био оправљен.
Када је одбор за постхумно објављивање Вукових дела објавио проглас јавности, Барон Прандау је приложио 100 ф. прилога.
У Валпову је средином 19. века одржаван годишњи вашар само о Св. Ивану. Формиран је у лето 1850. године срески суд у Валпову.
Из Валпова потиче Матија Петар Катанчић (1750–1825), Фрањевац и професор Пештанског универзитета, "на латинском и српском језику објавио је преко 30 дела". Валпово је у 19. веку трговиште, које припада подручју "Шокадији".

## Територијална организација
До пописа становништва из 1991. године, постојала је велика општина Валпово, која се простирала на површини од 360 km², а по истом попису је имала 33.108 становника, распоређених у 27 насељених места. После успостављања нове територијалне организације у Хрватској, подручје бивше општине Валпово подељено је на Градове (градска подручја): Белишће и Валпово и општине: Бизовац и Петријевци.

## Становништво
| Град / општина | 1991.  | 2001.  |
| Белишће        | 12.456 | 11.786 |
| Бизовац        | 5.073  | 4.979  |
| Валпово        | 12.607 | 12.327 |
| Петријевци     | 2.972  | 3.068  |
| Укупно         | 33.108 | 32.160 |

### Попис 1991.
По попису становништва из 1991. године, општина Валпово је имала 33.108 становника, распоређених у 27 насељених места.
укупно: 33.108
- Хрвати — 30.000 (90,61%)
- Срби — 947 (2,86%)
- Југословени — 679 (2,05%)
- остали и непознато — 1.482 (4,47%)

## Валпово (насељено место), попис 1991.
На попису становништва 1991. године, насељено место Валпово је имало 8.205 становника, следећег националног састава:
| Попис 1991.‍   | Попис 1991.‍  | Попис 1991.‍ | Попис 1991.‍ | Попис 1991.‍ |
| ------------- | ------------ | ----------- | ----------- | ----------- |
|               |              |             |             |             |
| Хрвати        | Хрвати       |             | 7.347       | 89,54%      |
| Срби          | Срби         |             | 317         | 3,86%       |
| Југословени   | Југословени  |             | 172         | 2,09%       |
| Албанци       | Албанци      |             | 21          | 0,25%       |
| Мађари        | Мађари       |             | 21          | 0,25%       |
| Црногорци     | Црногорци    |             | 16          | 0,19%       |
| Роми          | Роми         |             | 11          | 0,13%       |
| Румуни        | Румуни       |             | 11          | 0,13%       |
| Немци         | Немци        |             | 9           | 0,10%       |
| Македонци     | Македонци    |             | 8           | 0,09%       |
| Словенци      | Словенци     |             | 8           | 0,09%       |
| Муслимани     | Муслимани    |             | 7           | 0,08%       |
| Словаци       | Словаци      |             | 3           | 0,03%       |
| Украјинци     | Украјинци    |             | 3           | 0,03%       |
| Чеси          | Чеси         |             | 3           | 0,03%       |
| Бугари        | Бугари       |             | 1           | 0,01%       |
| неопредељени  | неопредељени |             | 102         | 1,24%       |
| регион. опр.  | регион. опр. |             | 11          | 0,13%       |
| непознато     | непознато    |             | 134         | 1,63%       |
| укупно: 8.205 |              |             |             |             |

## Култура
Сваке године у јуну, у Валпову се одржава културна манифестација „Валповачко љето“, где наступају домаће и стране фолклорне групе.